# Guillaume Le Gentil
Guillaume Joseph Hyacinthe Jean-Baptiste Le Gentil de la Galaisière (Coutances, 1725. szeptember 12. – Párizs, 1792. október 22.) francia csillagász, több kisbolygó és csillagköd (pl. Trifid-köd, Messier 32) felfedezője, illetve leírója. Gyakran nevezik a világ legpechesebb csillagászának.

## Élete, pályafutása

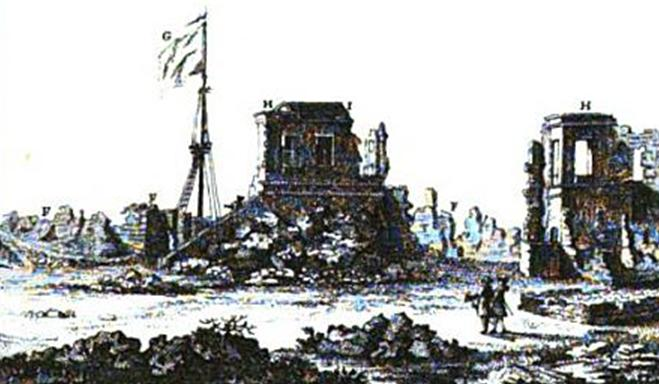
Puduccseri romjai a hétéves háború után, 1769-ben

## Emlékezete
- Hányattatásairól Maureen Hunter kanadai drámaíró írt színművet 'A Vénusz átvonulása' (Transit of Venus) címmel. Ezt 1992-ben mutatták be a Manitoba Színházközpontban (Manitoba Theatre Centre). Negyed század múltán e mű alapján komponált a történetből operát az ugyancsak kanadai Victor Davies. Ezt a művet 2007-ben mutatták be a Manitoba Operaházban (Manitoba Opera), majd 2010-ben a Carolina Operaházban (Carolina Opera).
- Az ő nevét viseli a 12718 Le Gentil aszteroida

## Fordítás
- Ez a szócikk részben vagy egészben  a   Guillaume Le Gentil című angol Wikipédia-szócikk ezen változatának fordításán alapul.  Az eredeti cikk szerkesztőit annak laptörténete sorolja fel. Ez a jelzés csupán a megfogalmazás eredetét és a szerzői jogokat jelzi, nem szolgál a cikkben szereplő információk forrásmegjelöléseként.